# Forêt nationale du Tapajós
La forêt nationale du Tapajós (portugais : Floresta Nacional do Tapajós) est une forêt nationale qui se situe dans l'état de Pará au Brésil. Une exploitation durable de ses ressources y est pratiquée dans une zone considérée comme faisant partie de la forêt amazonienne.

## Localisation
La forêt nationale du Tapajós couvre une zone de 549 066,87 hectares sur les municipalités de Belterra, Aveiro, Rurópolis et Placas, toutes dans l'état du Pará au Brésil.
Elle est délimitée par la rivière Tapajós, par la rivière Cupari qui est l'un de ses affluents et par la route BR-163 qui relie Cuiabá et Santarém. La partie ouest de la forêt se trouve sur le bassin versant du Tapajós et sa partie est sur le bassin du rivière Curuá Una. La rivière Moju dos Campos, un affluent du Curuá Una qui prend sa source dans la forêt. 
Une partie de la forêt se trouve sur le plateau du Tapajós-Xingu, faisant lui-même partie du plateau brésilien, à une altitude de 120 mètres. La lisière de la forêt en bordure du Tapajós se situe quant à elle à 100 mètres de hauteur, séparée de la rivière par des ravins et de profondes vallées. Les zones planes de la forêt sont périodiquement inondées durant la saison des pluies.

## Environnement
La forêt nationale du Tapajós se trouve dans le biome amazonien. Les précipitations annuelles moyennes sont de 1 820 mm. La température moyenne varie de 21 °C à 26 °C.
La forêt est composée d'une forêt humide dense avec des arbres émergents, d'une forêt alluviale inondée une partie de l'année, une forêt tropicale ouverte avec des palmiers à vin, et d'une forêt secondaire le long des routes. De nombreuses essences sont présentes dans cette forêt dont Aniba canelilla (es), Aspidosperma carapanaúba, Attalea maripa, Bertholletia excelsa, Carapa guianensis, Ceiba pentandra, Copaifera Ducke, Cordia goeldiana, Dipteryx odorata , Dinizia excelsa, Genipa americana, Hura crepitans, Inga disticla, Lecythis pisonis (en), Macrolopium campestre, Mauritia flexuosa, Mauritia flexuosa, Mezilaurus itauba (en), Minguarita guianensis, Nectandra amazonium, Oenocarpus bacaba, Attalea speciosa, Prunier mombin, Vatairea paraensis, plusieurs espèces de protium et de Xylopia.

## Conservation
La forêt nationale du Tapajós est créée par le décret 73.684 le 19 février 1974 et modifiée par la loi 12.678 le 25 juin 2012. Elle est administrée par l'institut Chico Mendes. Elle est classée dans la catégorie VI (Aire Protégée de ressources naturelles gérée) du classement des zones protégées de l'Union internationale pour la conservation de la nature. L'objectif est d'y pratiquer une exploitation durable et des recherches scientifiques. Les espèces protégées présentent dans la forêt sont nombreuses avec notamment le singe-araignée à ventre blanc (Ateles belzebuth), le singe-araignée à joues blanches (Ateles marginatus), le tamanoir (Myrmecophaga tridactyla), le jaguar (Panthera onca), le tatou géant (Priodontes maximus) et la loutre géante (Pteronura brasiliensis).
L'Expérience à grande échelle sur la biosphère-atmosphère en Amazonie (LBA) étudie les échanges écosystémique net de dioxyde de carbone et d'eau à l'intérieur d'une forêt primaire dans la forêt du Tapajós, tentant ainsi d'identifier les sources nets ou les puits de CO2 dans une forêt non transformée par l'homme. C'est un projet de recherche international lancé par l'université Harvard et l'Institut national de recherches spatiales (INPE). Il tente de déterminer si et de quelle manière l'exploitation de la terre et le climat influe sur la chimie, les réactions physiques et biologiques de la région amazonienne et sur le climat.    
La proposition de corridor écologique dans le sud de l'Amazonie (en)  permettrait de relier la forêt nationale à d'autres zones protégées et à des territoires d'indigènes dans la région. La forêt se trouve dans une région dans laquelle il y a à ce jour 12 zones d'exploitation durable, et 6 zones totalement protégées qui totalisent 6 670 422 hectares dont font partie le parc national de l'Amazonie, le parc national de Jamanxim, le parc national du rio novo, le parc national de la Serra do Pardo, la réserve biologique de Nascentes da Serra do Cachimbo et la station écologique Terra do Meio (en). Les zones d'exploitation durable incluent la zone de protection environnementale du Tapajós, la forêt nationale d'Altamira, la forêt nationale d'Amaná, la forêt nationale de Jamanxim, la forêt nationale de Trairão, la forêt nationale d'Itaituba I, la forêt nationale d'Itaituba II, les forêts nationales du Tapajós, ce qui représente un total de 7 555 889 hectares.